# Канібадамський хукумат
Конібодомська но́хія (тадж. Ноҳияи Конибодом) — адміністративна одиниця другого порядку в складі Согдійського вілояту Таджикистану. Центр — місто Конібодом, розташоване за 79 км від Худжанда.

## Географія
Нохія розташована в західній частині Ферганської долини. На північному заході межує з Гафуровською, на південному сході — з Ісфаринською нохіями Согдійського вілояту, на північному сході має кордон з Узбекистаном, а на південному заході — з Киргизстаном.

## Адміністративний поділ
Адміністративно нохія поділяється на 6 джамоатів та 1 місто (Канібадам):
| Канібадамська нохія (2002) |           |                     |
| Джамоат                    | Населення | Центр               |
| Фірузобський джамоат       | 23241     | кишлак Куйі-Козийон |
| Хамрабаєвський джамоат     | 25638     | кишлак Кучкак       |
| Лохутський джамоат         | 18654     | кишлак Лохуті       |
| Патарський джамоат         | 18301     | кишлак Патар        |
| Пулодонський джамоат       | 28561     | кишлак Пулотон      |
| Кухандійорський джамоат    | 24315     | кишлак Нійозбек     |

## Історія
Нохія утворена 26 вересня 1926 року як Канібадамський район в складі Ленінабадської області Таджицької РСР. Після отримання Таджикистаном незалежності називається Конібодомською нохією.